# Le Père (roman)
Pour les articles homonymes, voir Le Père.
Le Père est un roman d'André Perrin publié en 1956 aux éditions Julliard et ayant reçu le prix Renaudot la même année.

## Résumé
L'histoire, quasi autobiographique, se passe à Belleville, au sein d'un ménage ouvrier : lui est monteur en bronze, elle fleuriste. Ils vont concevoir un enfant, le narrateur.

## Éditions
- Le Père, éditions Julliard, 1956.